# Feldgrau
Feldgrau (dosłownie niem. „polowa szarość”) – kolor mundurów armii niemieckiej. Nową barwę testowano od 1907, a ostatecznie zaakceptowano ją w lutym 1910. Używany do 1945.

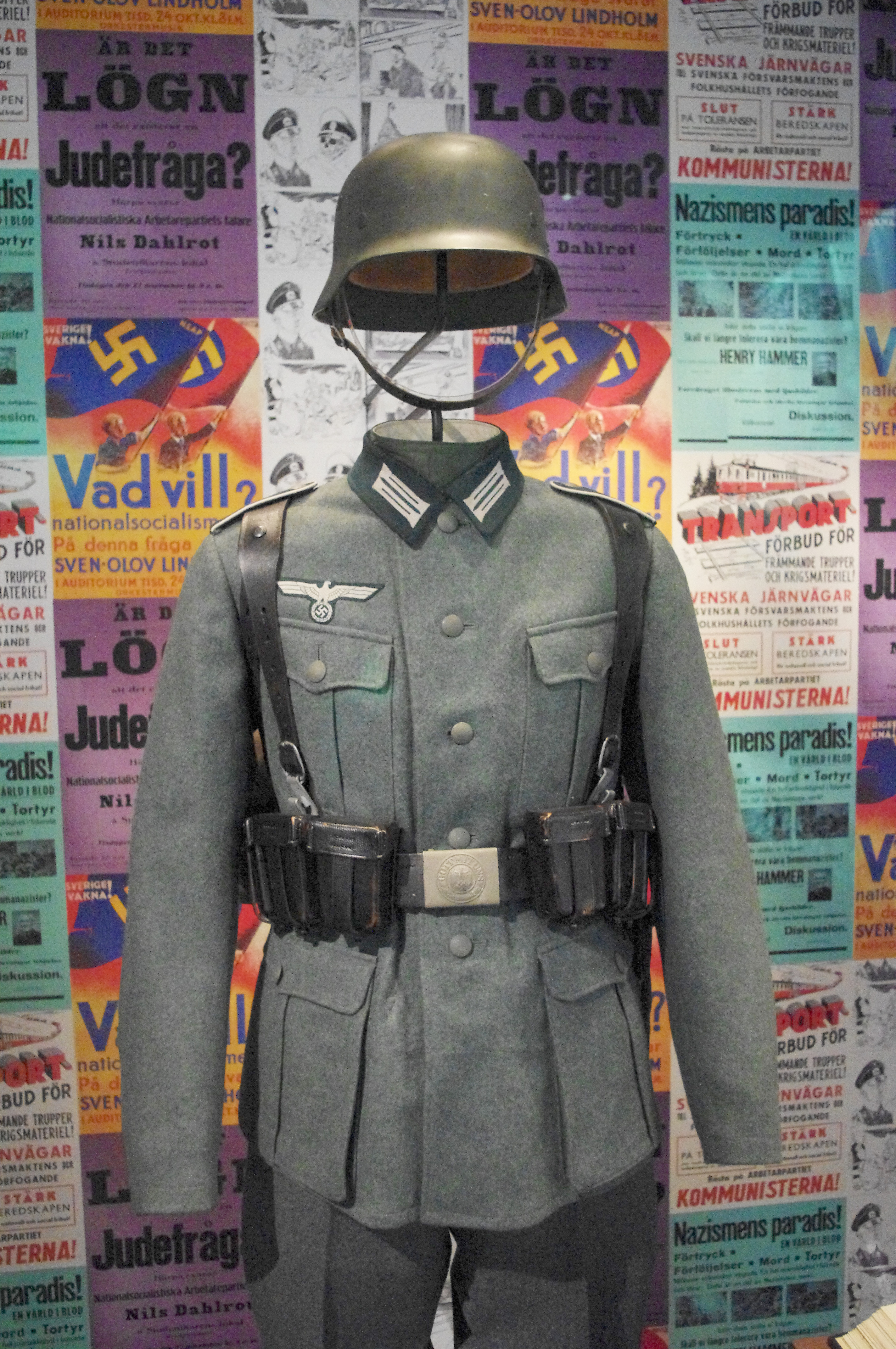
Mundur żołnierza Wehrmachtu (w kolorze feldgrau)

Podobną barwę posiadały w początkowym okresie istnienia mundury wojsk lądowych armii ludowej NRD, co sugeruje przejęcie zapasów pochodzących jeszcze z Wehrmachtu i poddanie ich modyfikacji. Hipotezę argumentuje fakt, iż w przebiegu II wojny światowej kolor feldgrau kilkakrotnie zmieniał odcień, nie udowodniono jednak jakichkolwiek przesłanek przemawiających za znalezieniem na owych częściach umundurowania oznak obróbki (usunięcie noszonego nad kieszenią piersi hitlerowskiego orła pozostawiłoby trwały i widoczny ślad) oraz pochodzących z tamtego okresu odpowiednich znaków fabrycznych.